# 細川有孝
細川 有孝（ほそかわ ありたか）は、肥後国宇土藩の第2代藩主。初代藩主・細川行孝の三男。

## 生涯
元禄3年（1690年）、父の死去により家督を継ぐ。江戸城奥詰となったが、元禄16年（1703年）9月6日に、病を理由に長男の有清に家督を譲って隠居した。その後は宗貫と号し、享保18年（1733年）6月19日、58歳で死去した。

## 系譜
父母
- 細川行孝（父）
- 佐舞、三、源立院 - 加来佐左衛門の娘（母）

正室
- 清涼院 - 細川利重の娘

側室
- 妙持院 - 坂口氏

子女
- 細川興生（長男） 生母は妙持院